# Håkan Ericson
Håkan Ericson (Norrköping, 29 de maio de 1960) é um ex-futebolista profissional sueco e atual técnico da Seleção das Ilhas Faroé.

## Carreira
Håkan Ericson dirigiu o elenco da Seleção Sueca de Futebol nas Olimpíadas de 2016.

## Títulos
Suécia
- Campeonato Europeu Sub-21: 2015